# Alexander Jordan (Politiker)
Alexander Jordan (* 21. November 1981 in Berlin) ist ein deutscher Politiker der CDU. Seit 2025 ist er Mitglied des Deutschen Bundestages.

## Ausbildung und Beruf
Als Diplom-Ingenieur (FH) der Elektrotechnik und Informationstechnik war er zuletzt als Standortleiter des österreichischen Automobilzulieferers Magna tätig.

## Politik
Bei der Bundestagswahl 2025 gewann Jordan den Wahlkreis Helmstedt – Wolfsburg und ist seitdem Mitglied des Deutschen Bundestages. Im 21. Deutschen Bundestag ist er ordentliches Mitglied im Verkehrsausschuss sowie stellvertretendes Mitglied im Ausschuss für Landwirtschaft, Ernährung und Heimat und im Ausschuss für Forschung, Technologie, Raumfahrt und Technikfolgenabschätzung.